# Гојко Миловановић
Гојко Миловановић (Врело, 20. април 1955 – Алексинац, 21. септембар 2014) био је српски наставник и историчар.

## Биографија
Завршио је ВПШ у Ђаковици, смер наставника историје и географије, радио је као наставник ових предмета у основним школама у Нишу, Алексинцу и Алексиначком Руднику. Био је један од оснивача Завичајног музеја Алексинац и члан управног одбора музеја.

#### Дела
- Врело (Моравски Голак), Центар за културу Алексинац, Одбор САНУ за проучавање села, 2005.[1] (реиздато у едицији Борисава Челиковића у Службеном гласнику као део књиге Алексиначко Поморавље, Бања, Голак)[2]
- Већи број чланака о свом родном месту, и о пореклу становништва Моравског Голака, и Алексинца, а урадио је и неколико географских карата.

Подаци о њему су из Ин мемориам сегмента часописа Караџић Завичајног музеја Алексинац, број 6, из године 2014, страна 186/187.

## Извори
1. ↑  Миловановић, Гојко (2005). Врело: (Моравски Голак). Библиотека "Хроника насеља - села и градова" [тј. "Хронике села"]. 309. Алексинац; Београд: Центар за културу и уметност; Културно-просветна заједница Србије; Одбор САНУ за проучавање села. ISBN 978-86-82653-28-8.
2. ↑  „Početna | Delfi knjižare | Sve dobre knjige na jednom mestu”. delfi.rs. Приступљено 2025-04-19.